# Suore di San Giuseppe di Pinerolo
Le Suore di San Giuseppe di Pinerolo sono un istituto religioso femminile di diritto pontificio.

## Storia
La congregazione sorse per iniziativa di Pierre-Joseph Rey (1770-1842) che, eletto vescovo di Pinerolo, pensò di introdurre in diocesi le suore di San Giuseppe di padre Jean-Pierre Médaille, che aveva avuto modo di conoscere quando era sacerdote a Chambéry.
L'8 novembre 1825 giunsero dalla Savoia le prime tre religiose (Speranza Vaudey, Pelagia Bonnet e Febronia Devarnaz): il ramo pinerolese si sviluppò rapidamente rendendosi autonomo dalla casa madre e il 20 ottobre 1828 ottenne il riconoscimento civile con regie patenti di Carlo Felice di Savoia.
Le suore si diffusero rapidamente in tutto il Piemonte e, a partire dal 1892, in altre regioni italiane (Veneto, Liguria, Campania, Basilicata); la prima missione estera fu aperta nel 1952 in Argentina.
L'istituto ricevette il pontificio decreto di lode il 29 aprile 1948; la congregazione per i Religiosi ne approvò le costituzioni il 25 dicembre 1982.

## Attività e diffusione
Le suore si dedicano all'istruzione e all'assistenza a malati, anziani e ragazzi abbandonati.
Oltre che in Italia, sono presenti in Argentina e Brasile; la sede generalizia è a Pinerolo.
Alla fine del 2008 la congregazione contava 151 religiose in 25 case.